# گورستان مله کاو
قبرستان مله کاو مربوط به دوره اشکانیان است و در شهرستان مهران، بخش ملکشاهی، دهستان گچی، ۵۰۰ متری غرب روستای مهر واقع شده و این اثر در تاریخ ۲۲ آبان ۱۳۸۶ با شمارهٔ ثبت ۱۹۹۲۸ به‌عنوان یکی از آثار ملی ایران به ثبت رسیده است.